# Giuliano Bertuccioli
Giuliano Bertuccioli (Roma, 26 gennaio 1923 – Roma, 28 giugno 2001) è stato un sinologo e diplomatico italiano.

## Biografia
Sinologo e diplomatico, prolifico letterato e poliglotta (padroneggiava l'inglese, il cinese, il francese e il tedesco ed era in grado di esprimersi in giapponese oltre che ad avere conoscenze di base di coreano e russo), ha pubblicato oltre 600 scritti tra libri di cultura orientale, testi universitari, divulgativi, articoli, voci per enciclopedie, dizionari e contributi di vario genere, soprattutto incentrati sulla Cina.
Affascinato da essa ne ha esplorato il mondo scrivendo di letteratura, teatro, cinema, religione, politica, cultura e società, traducendo testi taoisti e opere narrative Ming e Qing. La sua ricerca si è inoltre estesa sull'attività dei missionari gesuiti in Cina nei secoli XVII e XVIII, le relazioni con il mondo occidentale e trattando in particolare dei rapporti storici e culturali con l'Italia.
Giuliano Bertuccioli scoprì giovanissimo la sua vocazione per le lingue straniere e in particolare per gli studi cinesi: appassionato fin dai suoi anni scolastici di testi classici latini che imparava avidamente memorizzandoli per citarli ancora in tarda età, cominciò a studiare da solo l'inglese e soprattutto il francese e il tedesco per meglio leggere e capire testi da Voltaire a Goethe, che per tutta la vita amò anche recitare in lingua originale grazie alla non comune memoria.
Nel 1940, a 17 anni si avvicinò alla lingua cinese frequentando i corsi all'ISMEO (Istituto per il Medio ed Estremo Oriente) fondato dal prof. Giuseppe Tucci, dove si diplomò due anni più tardi.
Fu però al suo primo anno di Giurisprudenza alla Università degli Studi di Roma "La Sapienza" che la Cina entrò per sempre nella sua vita a seguito dell'incontro fortuito che ebbe con il sinologo Giovanni Vacca (1872-1953).
Le modalità con cui questo avvenne, l'autorevole influenza che ne ebbe dalla frequentazione, i suggerimenti che ricevette per approfondire progressivamente la lingua e la cultura, pur dedicandosi agli studi di legge che completò comunque laureandosi in Diritto Internazionale con il massimo dei voti il 17 aprile 1945, furono ricordi che lo avrebbero accompagnato per tutta la vita.
Appena laureato si avvicinò in un primo momento al mondo accademico insegnando la lingua cinese all'Istituto Universitario Orientale di Napoli. A partire dal 20 dicembre 1954 ottenne la cattedra di lingua, letteratura e storia cinese presso l'Università di Roma.
L'occasione di conoscere da vicino la cultura e la lingua cinese si presentò, grazie anche al fascino esercitato dalla carriera diplomatica intrapresa dal suo zio Romolo, quando gli venne offerta la opportunità, senza essere ancora entrato in diplomazia, di partire per la Cina a fare da interprete alla delegazione del Governo italiano che vi andava per riavviare i rapporti diplomatici, riaprendo la sede a Nanchino nel 1946. Il 23 febbraio 1946, si unì al gruppo di diplomatici guidata dal capo missione Sergio Fenoaltea, come “Impiegato Locale di Prima Categoria con Mansioni di Interprete” per prendere il treno da Roma Termini diretto a Taranto e imbarcarsi sull'incrociatore Eritrea con destinazione Shanghai. La nave partì il 1º aprile per arrivare dopo un mese in Cina.

### Carriera diplomatica
Trascorse gran parte dei suoi anni in Asia, lavorando per il Governo italiano. In seguito al periodo in servizio presso l'Ambasciata italiana di Nanchino (giugno 1946 - agosto 1950), nel maggio del 1952 superò il concorso per la carriera diplomatica al Ministero degli Affari Esteri. Unico funzionario all'epoca fluente nella lingua cinese, svolse molteplici incarichi in città e capitali dell'Estremo Oriente. Il 16 maggio 1952, esordì nella carriera diplomatica come Vice Commissario tecnico per l'oriente di 3ª classe.  Il 26 settembre 1953 venne nominato Commissario tecnico per l'oriente a Hong Kong. Successivamente, a partire dal 24 novembre 1955, ricoprì l'incarico di Vice Commissario tecnico per l'oriente di 2ª classe e, dal 24 novembre 1955 divenne vice Commissario tecnico per l'oriente di 1ª classe. A partire dal 1º luglio 1956 divenne Terzo Segretario per l'oriente e, con decorrenza retroattiva dal 16 maggio 1956 (D.M. 9 gennaio 1957, n.280), rivestì il mandato di Secondo Segretario per l'oriente, nonché di Primo Segretario per l'oriente, a partire dal 27 settembre 1958. Dal 10 novembre 1960 fu assegnato all'Ufficio V della Direzione Generale Affari Politici per essere poi nominato, il 22 dicembre 1961, Consigliere per l'oriente di 2ª classe. A partire dal 3 febbraio 1962 fu assegnato presso la sede di Tokyo. Fu nominato Consigliere per l'oriente di 1ª classe il 12 febbraio 1963 e successivamente, il 18 febbraio 1967 venne inquadrato nella qualifica di Consigliere di ambasciata (D.M. 18 febbraio 1967, n. 430). Il 18 luglio 1967 gli fu attribuita la specializzazione per il Medio ed estremo oriente. In seguito, prestò servizio presso l'Ufficio XI della Direzione Generale Affari Politici, a partire dal 29 maggio 1968. Durante un periodo di permanenza nel 1968 a Napoli durante il quale insegnò all'Istituto Orientale, fu chiamato il 17 febbraio 1969 a far parte della delegazione ufficiale italiana alle trattative avvenute nella massima riservatezza a Parigi nel corso di quell'anno per l'avvio delle relazioni diplomatiche tra il Governo italiano e quello della Repubblica Popolare Cinese, formalizzate poi il 1º novembre del 1970. Fu quindi assegnato presso la sede di Seoul con l'incarico di Ambasciatore, dove prestò servozio a partire dal 29 settembre 1969 per poi essere nominato Inviato straordinario e Ministro plenipotenziario di 2ª classe, il 30 giugno 1972. Rivestì altresì la carica di Ambasciatore ad Hanoi, a partire dal 16 dicembre 1975, essendo contemporaneamente accreditato anche a Ho Chi-Min Ville fino alla riunificazione del Paese. Infine, il 5 maggio 1978 fu nominato Ambasciatore a Manila.
In tutti i suoi anni di carriera diplomatica continuò però assiduamente a coltivare in parallelo la sua passione per gli studi di lingua e letteratura cinese tanto che già nel 1959, facendo tesoro di preziosi approfondimenti condotti durante la sua permanenza a Hong Kong, pubblicò la sua più importante opera Storia della Letteratura Cinese (Nuova Accademia Milano, 1959) che grazie alla completezza e all'innovativo approccio alla materia, lo fece conoscere e apprezzare definitivamente dal mondo della sinologia internazionale. Di tale lavoro, ampliato poi nel 1968 (Sansoni Accademia, Milano 1968) si è alla terza edizione, riedita nel 2013 (L'Asino d'Oro Edizioni, Roma 2013).
Ugualmente, dal 1960 al 1962, pur al ruolo del Ministero degli Affari Esteri, ebbe la possibilità di coprire anche l'incarico di Direttore della Fondazione Cini all'Istituto Orientale di Venezia, prima di essere destinato all'Ambasciata italiana a Tokyo. Vi rimase sei anni, e fu un periodo fecondo di studi e interessi anche sulla cultura e lingua giapponese tanto che le sue brillanti doti di attento e arguto osservatore di usi e costumi locali lo portarono ad accettare una estemporanea collaborazione con il Touring Club d'Italia per il quale scrisse nella collana Grandi città del Mondo il libro Qui Tokyo (Touring, Milano 1973).

### Carriera Accademica
Il richiamo del mondo accademico fu sempre da lui comunque molto sentito, tanto che, vinto un concorso nel 1966, si decise a prendere temporaneamente nel gennaio del 1968 un incarico come professore di Lingua e Letteratura cinese all'Orientale di Napoli: l'esperienza fu di breve durata e dopo cinque mesi rientrò nella carriera diplomatica dove pur continuando a scrivere articoli e libri sulla cultura cinese vi rimase fino al 1º novembre 1981, quando all'età di 58 anni tornò definitivamente all'università con il concorso vinto nel dicembre 1980 per la cattedra di Lingua e Letteratura Cinese alla Sapienza di Roma, che occupò fino al dicembre del 1995, anno del suo pensionamento.
L'anno successivo, nel 1996, insieme al suo allievo Federico Masini, divenuto poi professore di lingua e letteratura cinese alla Sapienza, pubblicava Italia e Cina (Laterza Bari 1996). Questo è stato il suo primo libro sulla storia dei rapporti tra i due mondi, destinato ad aprire un nuovo filone di ricerche e rivolto a un più vasto pubblico di lettori grazie a uno stile agilmente discorsivo. Oltre a una seconda edizione attentamente riveduta e ampliata nel 2014 (L'Asino d'Oro Edizioni, Roma 2014), il lavoro è stato anche pubblicato in cinese nel 2002 da The Commercial Press (Shangwu Yinshuguan 商务印书馆), la più importante casa editrice in Cina. Per il successo ottenuto è stata pubblicata una nuova edizione a coincidere con il 50º anniversario dell'avvio delle relazioni tra Italia e Cina.
Morì a Roma il 28 giugno 2001. La sua memoria resta viva grazie alla importanza della sua vasta collezione di oltre 20 000 volumi e documenti donata nel 2014 dal figlio al Dipartimento Istituto Studi Orientali della Università degli Studi di Roma "La Sapienza". Il lascito, noto come Fondo Giuliano Bertuccioli, è stato inaugurato il 21 febbraio 2018 e si trova nella Biblioteca del Dipartimento Istituto Italiano di Studi Orientali de La Sapienza ora collocata presso l'Edificio Complesso Marco Polo.

## Vita privata

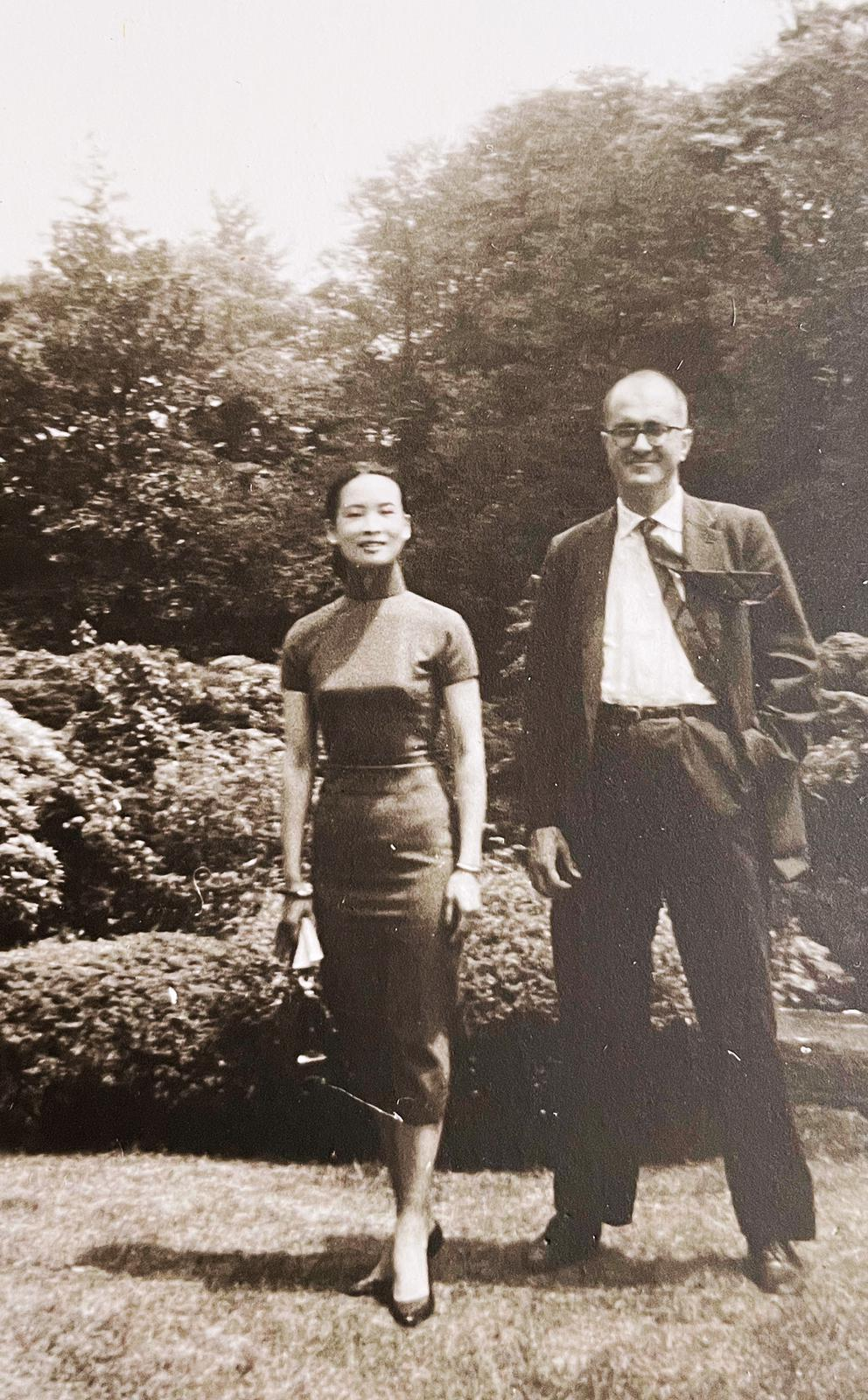
Giuliano e Meiling Bertuccioli a Tokyo nel 1963

Nel 1951 sposò Meiling Hwang (Hangzhou 3 maggio 1931 - Roma 24 maggio 2012). La coppia ebbe un figlio di nome Bruno.

## Opere principali

### Libri
- Storia della Letteratura Cinese, Milano, Nuova Accademia 1959.
- La Letteratura Cinese, Milano, Sansoni-Accademia 1968.
- Qui Tokyo, Grandi Città del Mondo, Milano, Touring Club Italiano 1973.
- A Florentine in Manila, Manila, Philippine Italian Association 1979.
- Il Linguaggio Diplomatico Cinese (con la collaborazione di G. Casachia e F. Masini), Roma, Edizioni Kappa,1987.
- Mandarini e Cortigiane, Roma, Editori Riuniti, 1988.
- I casi del Giudice BAO, Roma, il Bagatto, 1990.
- Travels to Real and Imaginary Lands, Kyoto, Istituto Italiano di Cultura 1990.
- Italia e Cina (Giuliano Bertuccioli e Federico Masini), Bari, Laterza 1996.

### Articoli e saggi
- L'arte di prolungare la vita secondo i Taoisti, Scienze del Mistero 1: 7. 1946.
- Critica tradizionale e critica moderna delle poesie senza argomento di Li I – shan, Rendiconti della Classe di Scienze Morali, Storiche e Filosofiche della Accademia Nazionale dei Lincei VII, IV, 7-10: 439-445.1949.
- Dei libri taoisti esistenti nei conventi del Mao-shan, Rivista degli Studi Orientali 25: 56-57.1950.
- Prosatori della tarda dinastia Ming. Nota su Chang Tai. Rivista degli Studi Orientali 26: 150-157.1951.
- The Ch'in: the Chinese Lute. East and West, III, 1: 33-35.1952.
- About an Image of the Master of Heaven of the Taoist Religion. East and West, IV,1: 29.
- Note taoiste. Rivista degli Studi Orientali, 28: 182-186.1953.
- An opinion of Hu Shih on an Italian Sinologist. East and West, IV,3: 182-183.1953.
- On the 21st of April both Rome and Peking celebrate their Birthday. East and West, IV, 3: 198-199.1953.
- Nota sul Pen-ts'ao p'in-hui ching-yao. Rivista degli Studi Orientali 29: 247-251.1954.
- L'opera di Pechino. Programma del XVIII Festival internazionale di musica contemporanea, Venezia.1955.
- Nuova nota sul Pen-ts'ao p'in-hui ching-yao.Rivista degli Studi Orientali 31:179-181.1956.
- L'alfabeto latino in Cina. Cina 1: 34-40.1956.
- Poeti cinesi contemporanei: Ai Ching. Cina 1: 89-96.1956.
- A Note on two Ming Manuscripts of the Pen-ts'ao P'in-hui Ching-yao. Journal of Oriental Studies III, 1: 63-68.1956.
- Il Taoismo nella Cina contemporanea. Cina 2: 67-77.1957.
- Storia del cinema cinese, 1904-1956. Cina 3: 80-98.1957.
- Il viaggio in Italia di Kang Yu-wei (3-13 maggio 1904).Cina 4: 82-91.1958.
- Carta della Cina del De Barbuda. Cina 4: 126-127.1958.
- Una poesia del Tasso a Macao. Cina 5: 42-44.1959.
- Il sogno della farfalla, ovverosia la bara infranta. Cina 5: 50-77.1959.
- Una notte a Firenze di Hsu Chih-mo. Cina 5: 99-102.1959.
- Il nome Italia in cinese. Cina 6: 98-103.1961.
- Echi del Risorgimento in Cina. Il Veltro 5-6: 155-162.1961.
- La prima missione diplomatica cinese in Italia. Mondo Cinese 3: 3-14.1973.
- Poesie popolari cinesi di protesta. Cina 10: 45-52.1974.
- Confucio in difficoltà. Mondo Cinese 7: 3-8.1974.
- L'Italia nella cultura cinese - Note delle esperienze fatte durante un viaggio in Italia Cina 11: 133-143.1974.
- Reminescences of the Mao-Shan. East and West XXIV, 3-4: 403-415.1974.
- A Lion in Peking: Ludovico Buglio and the Embassy to China of Bento Pereira de Faira in 1678. East and West XXVI, 1-2: 223-238.1976.
- Come poeta era un conservatore. In L'Espresso (special issue on Mao Zedong) 18 (anno XXII, 10/9): 16.1976.
- Italians in the Philippines. Three lectures held at the University of the Philippines on July 16, 1980, C. Quirino, E. A. de Ocampo e G. Bertuccioli, Manila, 29.1980.
- Un melodramma di Liang Qichao sul Risorgimento italiano: Xin Luoma (La Nuova Roma) Introduzione, traduzione e note. Catai 1, 2: 307-349.1981.
- Odorico e gli altri viaggiatori francescani dell'epoca Yuan. In Odorico da Pordenone e la Cina, Pordenone: 45-55.1982.
- Matteo Ricci e il Taoismo. Il Veltro 26, 5-6: 371-377.1981.
- Ludovico Buglio. In A. Luini, (a cura di), Scienziati siciliani gesuiti in Cina nel sec. XVII, Milano, Ist. Italo-Cinese, 121-146.1983.
- Rapporto sul Convegno Internazionale sull'Interscambio culturale sino-occidentale Mondo Cinese 44: 53-56.1983.
- Itinerari orientali. In Arte e scienza per il Disegno del Mondo, Milano: 25-27.1983.
- A proposito di Garibaldi in Oriente: aprile-settembre 1852. In G. Borsa - P. Beonio Brocchieri, (a cura di), Garibaldi, Mazzini e il Risorgimento nel risveglio dell'Asia e dell'Africa, Milano: Franco Angeli, 417-421.1984.
- Matteo Ricci e il Taoismo In Atti del primo convegno internazionale di studi ricciani, Macerata: 55-64.1984.
- Italia e Corea. Affari Esteri XVI, 64: 484-487.1984.
- Giudizi cinesi sugli italiani che hanno visitato la Cina fino a tutto il 1949. Mondo Cinese 46: 31-38.1984.
- Bing Xin: una delicata scrittrice della Cina moderna. Mondo Cinese 48: 9-17.1984.
- Ding Ling: una scrittrice rivoluzionaria. Mondo Cinese 49: 3-17.1985.
- L'accordo sino-britannico su Hong Kong. La comunità internazionale 2: 257-270.1985.
- Mao-shan revisited. East and West XXXV: 277-281.1985.
- L'accordo sino-britannico su Hong Kong. Mondo Cinese 50: 69-83.1985.
- Taoismo e Confucianesimo. In Cina a Venezia. Dalla dinastia Han a Marco Polo, Milano, 56-57.1986.
- Giuseppe Maria Calleri: un piemontese al servizio della Francia in Cina. Torino, Pubblicazioni di Indologica Taurinensia.1986.
- Come l'Europa vide la Cina nel secolo XVIII. Mondo Cinese 54: 21-30.1986.
- Qian Zhongshu: lo scrittore e lo studioso che si interessa alla nostra letteratura. Mondo Cinese 53: 23-27.1986.
- On a Singular Chinese Portable Sundial, con E. Proverbio, Nuncius 1: 47-58.1986.
- Shijie wenxue (letteratura del mondo) 3, 76-280.1987.
- Come i Romani vedevano i Cinesi e come i Cinesi vedevano i Romani nell'antichità In L. Lanciotti, (a cura di), Venezia e l'Oriente, Firenze: 59-72,1987.
- Chinese Books from the Library of the Italian Geographical Society in Rome Illustrating the Lives of Ethnic Minorities in South-West China East and West XXXVII, 1-4: 399-438.1987.
- L'accordo sino-portoghese sulla questione di Macao. Mondo Cinese 58: 65-79.1987.
- Europa occidentale e Cina: modelli culturali e prospettive di cooperazione Annali (dell'Istituto Europeo A. de Gasperi) 9: 405-431.1987.
- L'immagine della Cina attraverso i secoli. Rivista Cooperazione MinEsteri 67: 70-71.1987.
- L'ultimo imperatore di Bernardo Bertolucci. Mondo Cinese 61: 69-72.1988.
- L'insegnamento del cinese classico: problemi ed esperienze. In Didattica delle lingue del Medio e dell'Estremo Oriente: metodologia ed esperienze, Napoli: 87-94.1988.
- Marco Polo e il suo libro - La Cina e l'Europa durante il Medioevo. Mondo Cinese 63: 65 66.1988.
- Alcune considerazioni sugli avvenimenti cinesi. Mondo Cinese 66: 13-17.1989.
- Mistica dell'antica Cina. In La spiritualità delle grandi religioni, Palermo: 43-57.1989.
- Tian An Men: un anno dopo. Mondo Cinese 70: 3-5.1990.
- I dottorati di ricerca interessanti la Cina e il mondo estremo-orientale. Mondo Cinese 71: 75-80.1990.
- Lettera di risposta al prof. Lanciotti. Mondo Cinese 72: 78.1990.
- Libri cinesi illustranti la vita delle minoranze etniche della Cina sud-occidentale, nella Biblioteca della Società Geografica Italiana a Roma. In AAVV, Le minoranze e le autonomie regionali in Asia e in Africa. Raffronto con il caso Sardegna, Cagliari: 95-133.1991.
- La Cina e la crisi del Golfo. Mondo Cinese 73, 1991: 3-6
- Dante e la Cina. Mondo Cinese 73: 7-15.1991
- Per una storia della sinologia Italiana: prime note su alcuni sinologi e interpreti di cinese. Mondo Cinese 74: 9-39.1991.
- I dottorati di ricerca interessanti la Cina e il mondo estremo-orientale II. Mondo Cinese 75: 75-78.1991.
- Il Taoismo. In Umanesimo in Asia. Le culture non tecnologiche parlano all'Occidente, Sassari: 7-31.1991.
- Dante tradotto in Cina. In E. Esposito, (a cura di), L'opera di Dante nel mondo. Edizioni e traduzioni nel Novecento, Ravenna: 271-274.1991.
- Un villaggio cinese in Toscana. Mondo Cinese 77: 91-94.1991.
- I dottorati di ricerca interessanti la Cina e il mondo estremo-orientale III. Mondo Cinese 78: 57-58.1991.
- Il Trattato sull'amicizia di M. Martini. Rivista degli Studi Orientali 66, 79-120 and 331-380.1992.
- La concezione del lavoro nella tradizione cinese. Lavoro e culture, Roma, Editrice AVE13-23.1993.
- Gli studi sinologici in Italia dal 1600 al 1950. Mondo Cinese 81: 3-22.1993.
- Le Opere minori di Martino Martini (1614-1661): 1: Le Opere cinesi. Rivista degli Studi Orientali 67: 143-170.1993.
- La Cina nelle lastre di Leone Nani. Brescia, Grafo.1994.
- L'immagine di Roma in Cina. In Da Roma alla Terza Roma.Documenti e studi, V, 21 aprile 1985: Roma fuori di Roma: istituzioni e immagini, Roma, La Sapienza, 109-112.1994.
- Una partita per Hong Kong? Mondo Cinese 85: 3-8.1994.
- Riflessioni su un anniversario. Mondo Cinese 87: 3-8.1994.
- Wei Kuangguo de Qiuyoupian ji qita. In Zongjiao yu wenhua luncong, Beijing, 54-68.199
- Rivista degli Studi Orientali 68, suppl. 2: 1-86.1995. Sinology in Italy 1600-1950. In AAVV.
- Europe studies China, Londra: Hanshang Tang, 67-78.1995.
- Dante in Cina (1965-1990). In E. Esposito, (a cura di), Dalla Bibliografia alla Storiografia. La critica dantesca nel mondo dal 1965 al 1990, Ravenna: Longo, 249-252.1995
- Gli scritti di Vittorino Colombo riguardanti la Cina. Mondo Cinese 92: 15-20.1996.
- Ricordo di Ai Qing. Poesia. Mensile internazionale di cultura poetica 9/97: 65-66.1996.
- Europe as Seen from China before the Arrival of the Jesuits. In T. Lippiello - R. Malek, (eds.), Scholar from the West.1997.
- Giulio Aleni (1582-1649) and the Dialogue between Christianity and China, Monumenta Serica Monograph Series XLII, Nettetal: 19-28.1997.
- Fan Shouyu e il suo viaggio in Occidente. In M. Fatica - F. DArelli, (a cura di),1999
- La missione cattolica in Cina tra i secoli XVIII-XIX, Matteo Ripa e il Collegio dei Cinesi, Atti del Colloquio Internazionale Napoli (11-12 febbraio 1997) Istituto Universitario Orientale, Napoli, 341-419.1999.
- Serpenti di mare: I pronipoti dei legionari di Crasso si troverebbero in Cina. In Mondo Cinese 100: 27-30.1999.
- Informatori, avventurieri, spioni, agenti più o meno autentici in duemila anni di storia delle relazioni italo-cinesi. Mondo Cinese 101: 17-36.1999.
- Gli avvenimenti in Cina a cavallo tra i due secoli nei documenti dei diplomatici italiani a Pechino. In L. Lanciotti, (a cura di), Atti del Convegno: Le Riforme del 1898 e del 1978 in Cina, Associazione Italia-Cina, Roma: 33-62.1999.
- Il volto della Cina fatto conoscere in Europa da Martino Martini nel XVII secolo. Mondo Cinese 104: 63-77.2000.